# Codex Theresianus
Der Codex Theresianus ist ein Vorläufer des österreichischen Allgemeinen Bürgerlichen Gesetzbuches (ABGB).

## Geschichte
Eine von Maria Theresia 1753 aufgrund einer Denkschrift eingesetzte Kompilationskommission mit dem Hauptreferenten Joseph von Azzoni (1712–1760) in Brünn und unter anderem Josef von Hormayr als Mitglied, und eine 1756 anschließende Revisionskommission in Wien schufen bis 1766 den Entwurf eines Codex Theresianus. Dieser war noch stark romanistisch geprägt, kasuistisch geprägt und sehr umfangreich. Maria Theresia erteilte dem Codex auf Anraten von Wenzel Anton von Kaunitz-Rietberg keine Genehmigung und leitete den Entwurf 1772 an die Kommission zurück. Der Codex Theresianus blieb somit ein bloßer Gesetzesentwurf und erlangte niemals Rechtsgeltung, ebenso wenig wie seine wenige Jahre später angefertigte Umarbeitung (Entwurf von Johann Bernhard Horten (1735–1786) von 1772/1776). 1787 trat das Josephinische Gesetzbuch in Kraft, im Jahre 1812 das Allgemeine Bürgerliche Gesetzbuch.

## Ausgaben
- Abgedruckt und zum Teil kommentiert ist der Codex Theresianus in: Philipp Harras von Harrasowsky: Der Codex Theresianus und seine Umarbeitungen, 3 Bände, Wien 1883/1884. Die Bände 4 und 5 umfassen den Entwurf Hortens (1772/1776) und den Entwurf Martinis (vollendet 1796). In Bd. 1, S. 1–13, gibt Harrasowsky einen detaillierten Überblick über die Redaktionsgeschichte.
- Vorarbeiten der Kompilationskommission herausgegeben von: Christian Neschwara: Die ältesten Materialien zur Kodifikationsgeschichte des österreichischen Allgemeinen Bürgerlichen Gesetzbuches: Josef Azzoni, Vorentwurf zum Entwurf des Codex Theresianus – Josef Ferdinand Holger, Anmerkungen über das österreichische Recht (1753) (= Fontes rerum austriacarum III / 22). Wien 2012. 338 Seiten. Eine Einleitung (15–47) gibt einen Überblick über die Entstehungsgeschichte des Codex Theresianus und die anderen Projekte der Gesetzgebungskommission.